# Габриеле Нисим
Габриеле Нисим (на италиански: Gabriele Nissim) е италиански журналист, есеист и историк.

## Живот и работа
Роден е през 1950 г. в Милано, Италия. Родителите му -  Жозеф Нисим и Жана Ароести, са от малкото спасили се от депортация в Германия солунски евреи. Живеят в Италия след Втората световна война.
Нисим се занимава  с културната и политическата ситуация в Северна Европа. 1982 г., той основава L'Ottavo Giorno („осмия ден“), италианско списание, в което източноевропейските държави обсъждат.
Нещо повече, той реализира много документални филми за италианската телевизия CANALE 5 и институции от италиански говорещата част от Швейцария за тайнате съпротива срещу комунизма, проблемите на пост-комунизма и положението на евреите в Изток. 
Нисим е работил и за вестник „Панорама“, Il Mondo, Il Giornale, и Corriere Della Серумите.

## Отличия

### Международни
- Орден „Мадарски конник“ I степен (1998)[4]
- Кавалер на Националния орден „За заслуга“ на Франция (2018)

### Италиански
- Menzione Speciale - Regione Lombardia (2007)
- Златен Амборджино (Ambrogino d'oro) - Златен медал (2014)
- Комендатор на ордена „За заслуги пред Република Италия“ (2020)

## Немски публикации
Човекът, който спря Хитлер. Pesev Димитър и на спасяването на българските евреи, сиедлер, 2000, ISBN 3-88680-694-4